# Francesco Micieli

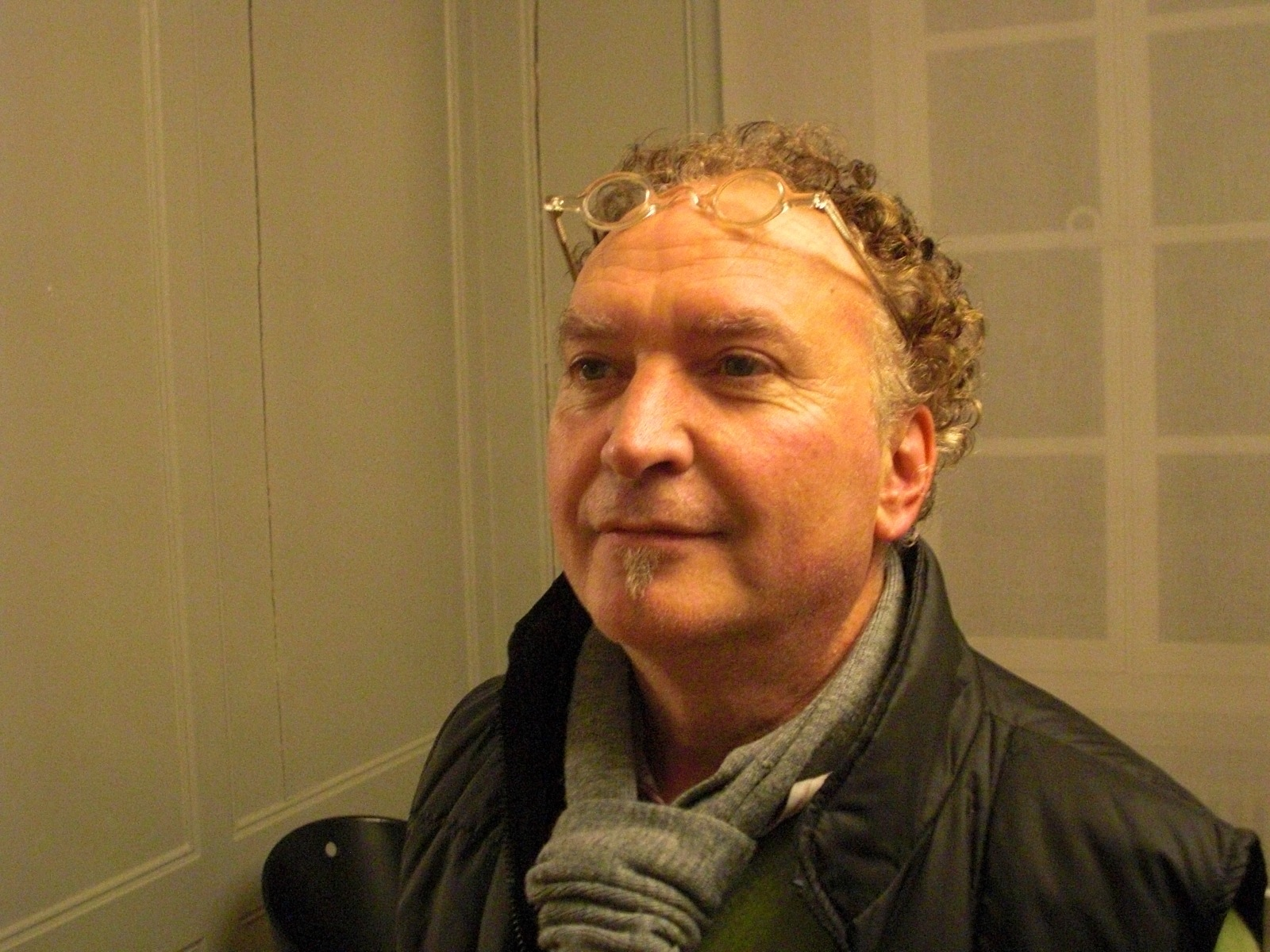
Francesco Micieli im Dezember 2009

Francesco Micieli (* 21. Februar 1956 in Santa Sofia d’Epiro, Kalabrien) ist ein Schweizer Schriftsteller italoalbanischer Abstammung.

## Leben und Werk
Francesco Micielis Familie gehört der albanischen Minderheit in Italien an, den Arbëresh. 1965 kam er mit seinen Eltern ins schweizerische Emmental. Micieli, der bereits seine Muttersprache, einen albanischen Dialekt und das Italienische beherrschte, lernte hier Deutsch und Schweizerdeutsch. Er besuchte eine Schule in Lützelflüh und das Gymnasium in Burgdorf. Anschließend studierte er Romanistik und Germanistik an den Universitäten in Bern, Cosenza und Florenz. Dieses Studium schloss er 1982 mit dem Lizenziat der Philosophie ab und arbeitete als Assistent an der Universität Bern. Daneben wirkte er als Autor, Schauspieler und Regisseur an Bühnen in Solothurn und Burgdorf. Er hatte einen Lehrauftrag der Schule für Gestaltung und an der Hochschule der Künste Bern in Bern und Biel inne. Er lebt heute als freier Schriftsteller in Bern.
Micieli ist Verfasser von erzählender Prosa, Theaterstücken und Libretti. In seinen Prosawerken verarbeitet er in einer knappen und doch lyrischen Sprache die Geschichte der Migration von Angehörigen der albanesischen Minderheit aus Italien. Die Migrationsthematik wird aus der Perspektive beider Geschlechter, der ersten und zweiten Generation in fiktionalisierter Form behandelt. Die Prosa changiert zwischen Lyrik, Erzählung, Monolog und orientiert sich an literarischen Vorbildern für verdichtete Kurzprosa wie etwa István Örkény.
Er ist Mitglied des Verbandes Autorinnen und Autoren der Schweiz. Von 2007 bis 2010 war er dessen Präsident.

## Auszeichnungen
- 1987 Förderpreis des Kantons Bern
- 1989 Buchpreis der Stadt Bern
- 1990 Werkpreis des Kantons Solothurn
- 1996 Einzelwerkpreis der Schweizerischen Schillerstiftung
- 2002 Förderpreis zum Adelbert-von-Chamisso-Preis
- 2003 Werkpreis der UBS-Kulturstiftung
- 2009 Auszeichnung „Weiterschreiben“ der Stadt Bern
- 2011 Chamisso - Poetikdozentur Dresden
- 2021 Chamisso-Preis/Hellerau 2020/21

## Werke
- Ich weiß nur, daß mein Vater große Hände hat. Tagebuch eines Kindes. Salchli, Bern 1986, ISBN 3-907991-05-2
- Das Lachen der Schafe. Salchli, Bern 1989, ISBN 3-907991-10-3
- Meine italienische Reise. Zytglogge, Gümligen 1996, ISBN 3-7296-0527-5
- Blues.Himmel. Ein Album. Zytglogge, Gümligen 2000, ISBN 3-7296-0604-2
- Am Strand ein Buch. Eine Erzählung. X-time, Bern 2006, ISBN 978-3-909990-18-4
- Mein Vater geht jeden Tag vier Mal die Treppe hinauf und herunter. verlag die brotsuppe, Biel 2007, ISBN 978-3-905689-21-1
- Fantasmi. Auf-Zeichnungen & Postkarten an & für U. D. Verlag die brotsuppe, Biel 2008, ISBN 978-3-905297-20-1
- Liebe im Klimawandel. Ein Protokoll. Zytglogge, Oberhofen 2010, ISBN 978-3-7296-0812-2
- Schwazzenbach. Schlaflos in Lützelflüh. Erzählung. Zytglogge, Oberhofen 2012, ISBN 978-3-7296-0850-4
- Der Agent der kleinen Dinge. Zytglogge, Oberhofen 2014, ISBN 978-3-7296-0877-1
- Der lachende Zahn meiner Großmutter. Dresdner Poetikvorlesungen. Thelem, Dresden 2015, ISBN 978-3-942411-53-0
- Hundert Tage mit meiner Grossmutter. Erzählung. Zytglogge, Basel 2016, ISBN 978-3-7296-0931-0
- Kindergedichte. Verlag die brotsuppe, Biel 2018, ISBN 978-3-03867-013-1
- Vom Verschwinden der Cousine. Erzählung . Zytglogge, Basel 2019, ISBN 978-3-7296-5021-3
- Der Auftrag. Gedichte. Verlag die brotsuppe, Biel 2021, ISBN 978-3-03867-034-6
- Das Kind und die Fotoschachtel. Mäd Book Lyrik Acht. Mäd Book Verlag, Basel 2021, ISBN 978-3-906172-13-2
- Plus 1,5 Grad Celsius, Roman. Verlag die Brotsuppe, Biel 2023, ISBN 978-3-03867-079-7
- Der Agent der kleinen dinge erwacht am Bach, Krimi, Verlag die brotsuppe, Biel 2024, ISBN 978-3-03867-094-0

## Essays
- Das wahre Bild des Herrn W., In: Schlossverein Fraubrunnen (Hg.), Stefan Haenni (Ausstellungskatalog mit weiteren Texten von Edgar Bonjour, Christoph Geiser, Thomas Röthlisberger), Bern 1991.
- IMAGO – Ein Märchen, In: Kurt Salchli (Hg.), Querschnitt: Stefan Haenni, Daniel Hausig, Lorenz Spring et al., Kurt Salchli Verlag, Bern 1990, ISBN 3-907991-30-3.